# 벤투라 카운티 FC
벤투라 카운티 FC(Ventura County FC)는 MLS 넥스트 프로에 참가하고 있는 미국의 프로 축구단이자 로스앤젤레스 갤럭시의 리저브팀으로 캘리포니아주 사우전드오크스과 카슨을 연고지로 하고 있으며 카슨의 디그니티 헬스 스포츠 파크와 사우전드오크스의 캘리포니아 루터교 대학교 내에 있는 윌리엄 롤랜드 스타디움을 홈 구장으로 사용하고 있다.

## 역대 홈경기장
| 경기장                    | 사용기간    | 장소                        | 팀명                   | 비고 |
| ------------------------- | ----------- | --------------------------- | ---------------------- | ---- |
| 디그니티 헬스 스포츠 파크 | 2014년~현재 | 캘리포니아주 카슨           | 로스앤젤레스 갤럭시 II | 빈칸 |
| 윌리엄 롤랜드 스타디움    | 2024년~현재 | 캘리포니아주 사우전드오크스 | 벤투라 카운티 FC       | 빈칸 |

## 선수 명단

### 현역
참고: FIFA 자격 규정에 따라 소속된 국가대표팀 국기를 표시합니다. 선수는 복수의 FIFA 비회원국 국적을 가지고 있을 수 있습니다.
| 번호 | 포지션 | 국적   | 이름        |
| ---- | ------ | ------ | ----------- |
| 29   | FW     | 카메룬 | 아론 비부트 |

| 번호 | 포지션 | 국적       | 이름            |
| ---- | ------ | ---------- | --------------- |
| 60   | FW     |            | 레본 사리베키안 |
| -    | FW     | 엘살바도르 | 크리스천 코어스 |

## 메이저 리그 사커제휴팀
- 로스앤젤레스 갤럭시 (카슨, 캘리포니아)